# Ga Singil
Ga Singil (Tiếng Hàn: 신길역, Hanja: 新吉驛) là ga trung chuyển cho Tàu điện ngầm vùng thủ đô Seoul tuyến 1 và Tàu điện ngầm vùng thủ đô Seoul tuyến 5 nằm ở Singil-dong và Yeongdeungpo-dong 1-ga, Yeongdeungpo-gu, Seoul.
Nhà ga này là nơi ít sử dụng chuyển đổi trên tuyến 1 và tuyến 5, và có khoảng cách vận chuyển dài nhất trong hệ thống tàu điện ngầm Seoul. Ga trên tuyến 1 là ga trên mặt đất đầu tiên ở Hàn Quốc tại sân ga có cửa chắn sân ga.

## Lịch sử
- 12 tháng 8 năm 1996 : Việc kinh doanh bắt đầu với việc khai trương Tàu điện ngầm vùng thủ đô Seoul tuyến 5, dài 7,8 km giữa Kkachisan ~ Yeouido.
- 30 tháng 4 năm 1997: Ga Singil trên Tuyến Gyeongbu mở cửa hoạt động như một ga lái xe nhanh [5](ga sử dụng Tuyến 5), và lối chuyển tiếp được mở.
- 7 tháng 1 năm 1998: Nhà ga hiện tại được hoàn thành và đổi thành nhà ga đơn giản.
- 13 tháng 3 năm 2002: Hạ cấp xuống trạm đơn giản không triển khai
- Tháng 3 năm 2003: Thí điểm lắp đặt cửa chắn trên sân ga Tuyến 1 (không bao gồm sân ga tốc hành)
- 15 tháng 9 năm 2003: Thăng cấp thành ga lái xe
- 29 tháng 12 năm 2004: Chính thức lắp đặt cửa chắn trên sân ga Tuyến 1 (không bao gồm sân ga tốc hành)
- Năm 2008: Lắp đặt cửa chắn tại sân ga Tuyến số 5
- 23 tháng 1 năm 2018 : Lắp đặt cửa chắn tại sân ga tốc hành Tuyến 1
- Tháng 2 năm 2021: Phá bỏ để thay thế cửa chắn trên sân ga số 3 ~ 4 của Tuyến 1.

## Bố trí ga

### Tuyến số 1 (1F)
| ↑ Daebang           |
| \| ３２ \| \| １ \| |
| Yeongdeungpo ↓      |

| 1 | ●Tuyến 1 | Tốc hành            | → Hướng đi Dongincheon →                                             |
| 2 | ●Tuyến 1 | Tốc hành            | ← Hướng đi Yongsan                                                   |
| 3 | ●Tuyến 1 | Địa phương·Tốc hành | → Hướng đi Guro · Incheon · Seodongtan · Cheonan · Sinchang →        |
| 4 | ●Tuyến 1 | Địa phương·Tốc hành | ← Hướng đi Cheongnyangni · Đại học Kwangwoon · Uijeongbu · Yeoncheon |

| Tuyến và hướng                              | Chuyển tuyến nhanh |
| ------------------------------------------- | ------------------ |
| Tuyến 1 (Hướng Yeoncheon) → Tuyến 5         | 9-1                |
| Tuyến 1 (Hướng Incheon, Sinchang) → Tuyến 5 | 2-3                |

### Tuyến số 5 (B4F)
| Chợ Yeongdeungpo ↑ |
| \| W/B             |
| ↓ Yeouido          |

| Hướng Tây  | ●Tuyến 5 | ← Hướng đi Omokgyo · Kkachisan · Sân bay Quốc tế Gimpo · Banghwa     |
| Hướng Đông | ●Tuyến 5 | → Hướng đi Yeouido · Jongno 3(sam)-ga · Hanam Geomdansan · Macheon → |

| Tuyến và hướng                                       | Cửa |
| ---------------------------------------------------- | --- |
| Tuyến 5 (Hướng Hannam Geomdansan, Macheon) → Tuyến 1 | 2-1 |
| Tuyến 5 (Hướng Banghwa) → Tuyến 1                    | 7-4 |

## Xung quanh nhà ga
| Lối ra \| 나가는 곳 \| Exit \| 出口 | Lối ra \| 나가는 곳 \| Exit \| 出口 |
| ----------------------------------- | --- |
| 1                                   | Trường trung học nữ sinh Yeongdeungpo Trường trung học Janghoon |
| 2                                   | Nodeul-ro Trường Trung học Công nghệ Hanguk Jegwa |
| 3                                   | Giao lộ chợ Yeongdeungpo Dịch vụ phúc lợi và bồi thường cho người lao động Hàn Quốc Chi nhánh phía Nam Seoul Công viên Yeongdeungpo Yeongdeungpo-dong 3-ga Trung tâm văn hóa Yeongdeungpo Trung tâm phiên dịch ngôn ngữ ký hiệu Yeongdeungpo-gu Trung tâm lưu giữ xe kéo Yeongdeungpo-gu Cơ quan Việc làm Hàn Quốc dành cho Người khuyết tật Chi nhánh phía Nam Seoul Trung tâm hỗ trợ quản lý bữa ăn trẻ em Yeongdeungpo-gu |

## Hình ảnh

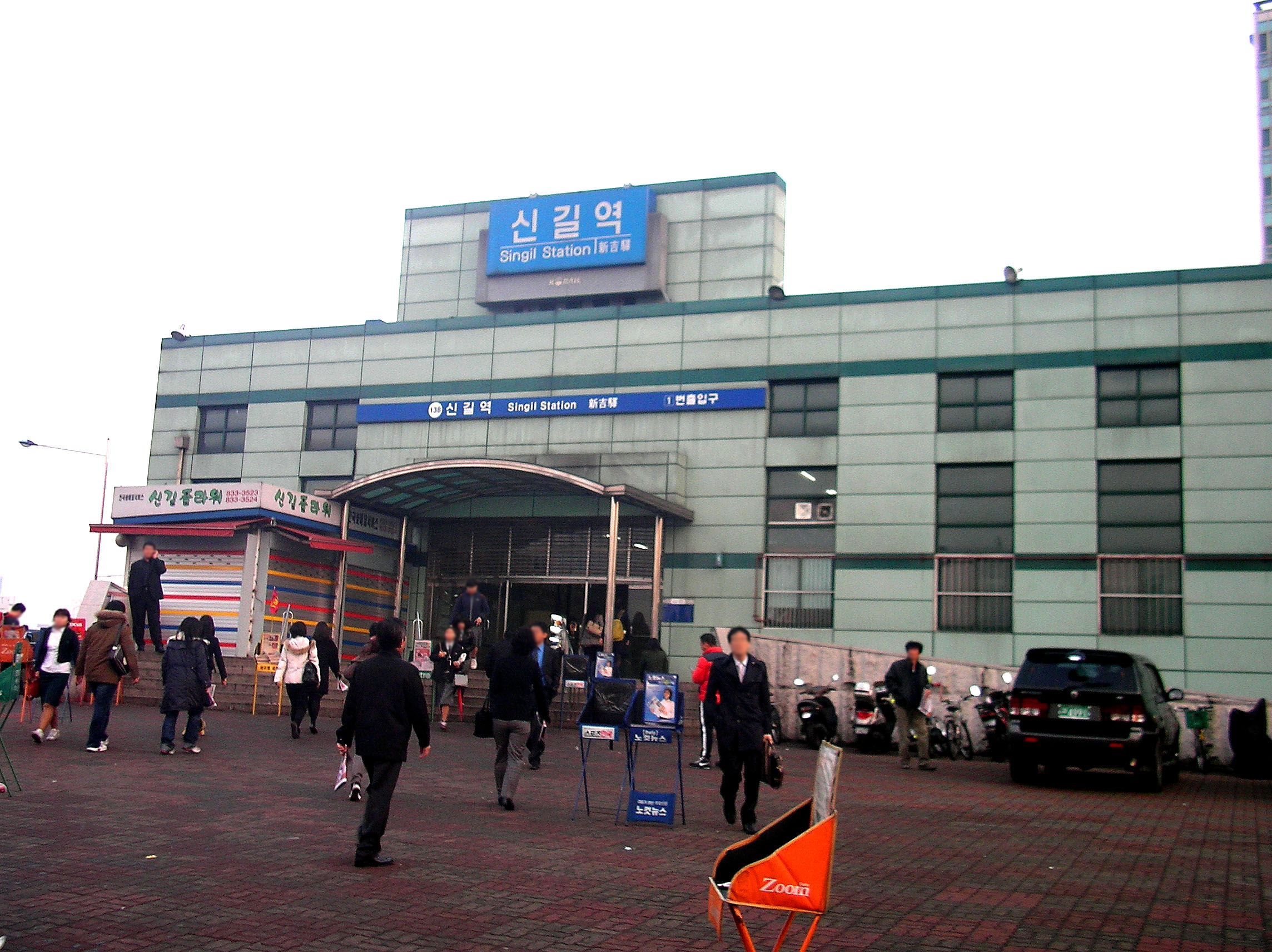
Nhà ga
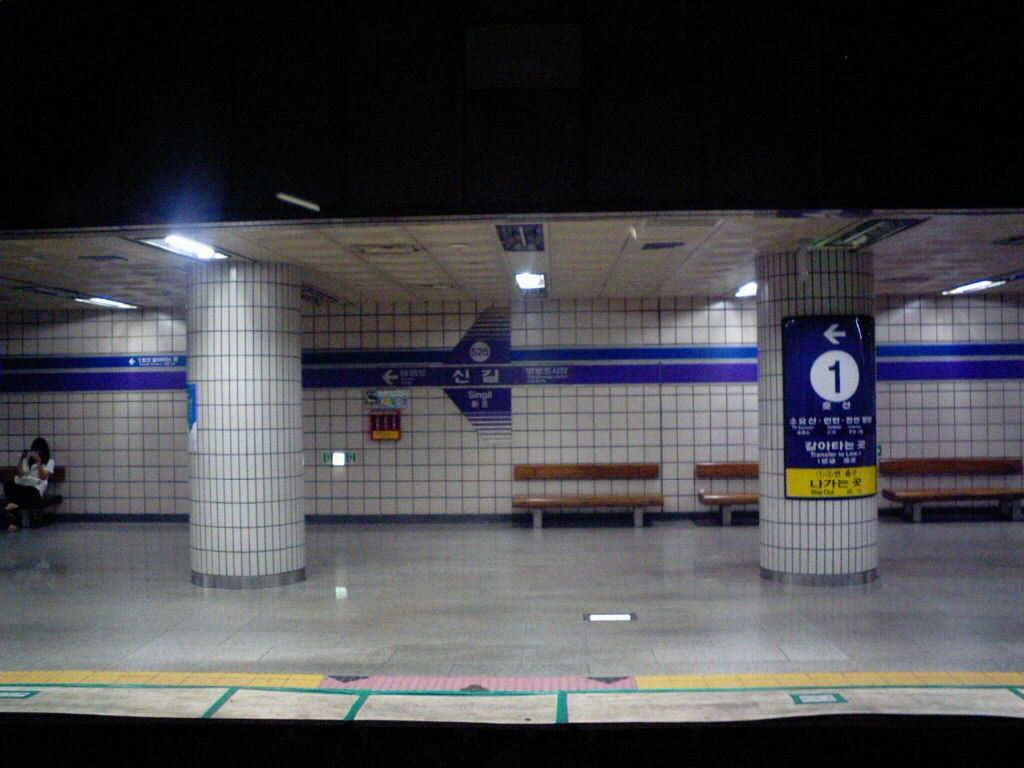
Sân ga Tuyến 5 (Trước khi lắp đặt cửa chắn)
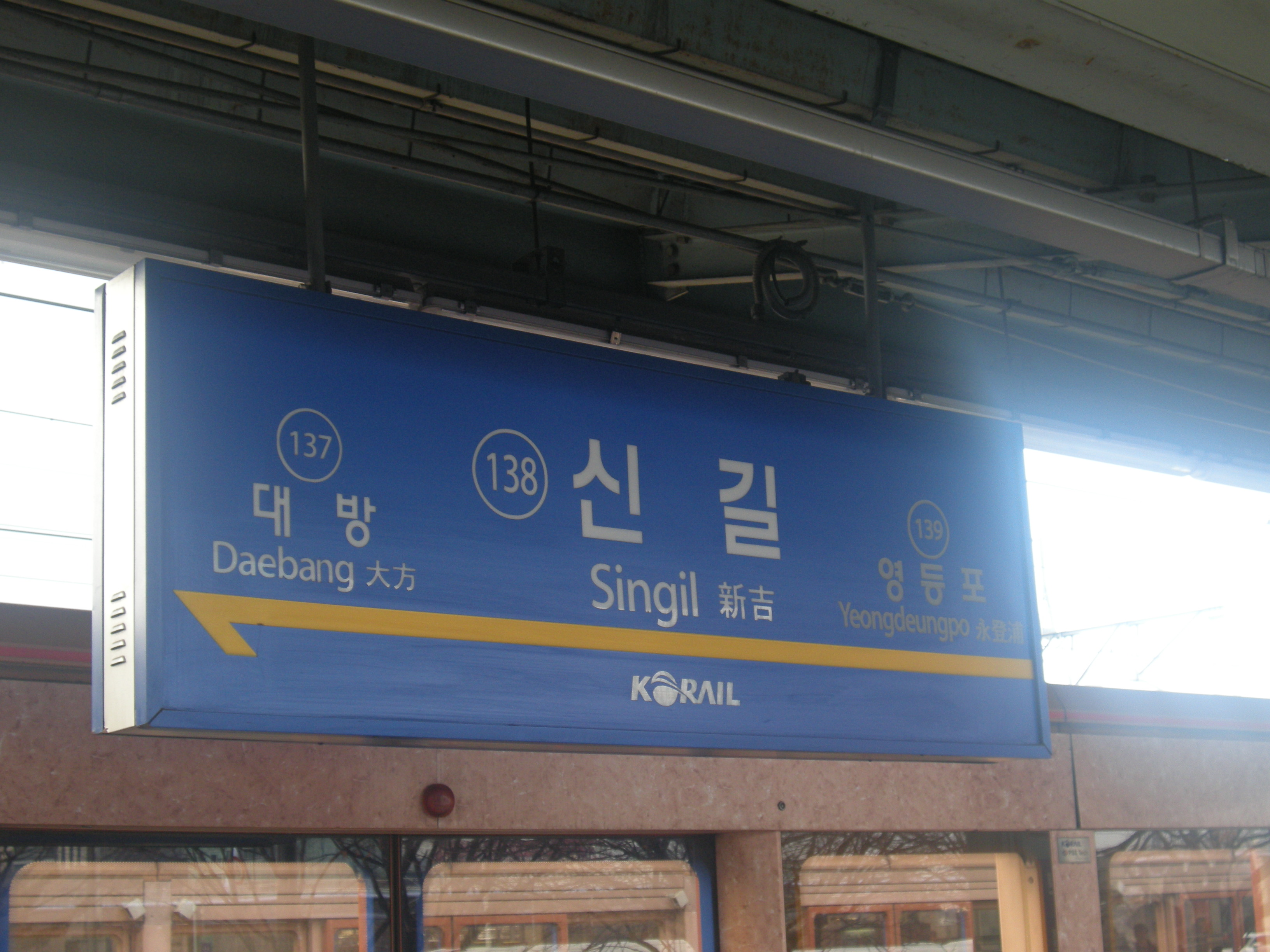
Bảng tên ga Tuyến 1 (Trước khi thay cửa chắn)